# Pseudotocepheus coarctatus
Pseudotocepheus coarctatus är en kvalsterart som beskrevs av P. Balogh 1985. Pseudotocepheus coarctatus ingår i släktet Pseudotocepheus och familjen Tetracondylidae. Inga underarter finns listade i Catalogue of Life.